# Rajmund Koperski
Rajmund Koperski (ur. 6 listopada 1926 w Jarosławiu, zm. 18 czerwca 2018 w Warszawie) – polski dominikanin.

## Życiorys
W 1950 wstąpił do zakonu. Profesję wieczystą złożył 26 września 1954, święcenia kapłańskie przyjął 24 czerwca 1956.
Był przełożonym w klasztorze w Tarnobrzegu, przeorem klasztoru św. Jacka w Warszawie, klasztoru Trójcy Przenajświętszej w Krakowie, w latach 1969–1973 Prowincjałem Prowincji Polskiej Zakonu Braci Kaznodziejów. W roku 1975 wyjechał do Australii. Przez 23 lata pracował jako misjonarz wśród Polonii. Od 1998 mieszkał i pracował w klasztorze św. Jacka w Warszawie. Chorował na serce. Został pochowany na cmentarzu Powązkowskim w Warszawie.